# Mathieu Ier de Beaumont-sur-Oise
Pour les articles homonymes, voir Mathieu Ier.
Mathieu Ier de Beaumont-sur-Oise, né vers 1070, décédé le 1er janvier 1155,
Comte et seigneur de Beaumont-sur-Oise en 1086, Grand chambrier de France en 1135, se fit moine au monastère du prieuré de Saint Léonor se trouvant dans l'enceinte de son château.

## Biographie
Son père (ou grand père via Yves II, chambrier du Roi), premier seigneur de Beaumont-sur-Oise, connu sous le nom de Yves (Ive ou Ives) le vieux, dit Ive le Clerc, vassal d'Hugues Capet, amassa les terres de la région. Son fils (ou beau fils via Yves II?) qui portera le titre de comte Mathieu, sera attaqué deux fois par le roi Louis VI de France, dit Louis le Gros. Réconcilié avec le roi il sera nommé Grand chambrier de France en 1135, office qu'il cèdera à son fils Mathieu II de Beaumont-sur-Oise avant sa mort.
Il épouse Emme de Clermont fille d'Hugues Ier, née vers 1080 (dame en partie de Luzarches) dont il a :
- Yves (mort avant son père) ;
- Mathieu II de Beaumont-sur-Oise (#1110- †>1174)[3] ;
- Hugues, seigneur de Persan.

Il s’emparera de toute la terre de Luzarches, fit beaucoup de maux à Hugues Ier de Clermont en Beauvoisis son beau-père.
Le 4 août 1110, Roger, archidiacre de Beauvais, apposera son sceau, pour authentifier une charte par laquelle, à Saint-Léonor-de-Beaumont, en présence du prieur Henri et du moine Thibaud, le comte Mathieu Ier de Beaumont-sur-Oise affranchit les hommes du village de Bernes-sur-Oise, dans sa châtellerie, de toutes coutumes injustes, à la requête des chanoines de Saint-Germain-l'Auxerrois.
Lors d'une rivalité entre Louis VI le Gros et le roi d'Angleterre Guillaume le Roux[réf. nécessaire], ce dernier capturera le brave Mathieu Ier de Beaumont-sur-Oise, Païen de Montjay et Simon de Montfort.
Agnès, une des sœurs de Mathieu, épouse Bouchard IV de Montmorency, et s'estimant lésés au sujet du règlement de la succession d’Ive le Clerc, les deux beaux-frères entre en conflit vers 1084. C'est à cette époque que le château de construction en bois brûle; il sera reconstruit en pierre avec une tour d'une trentaine de mètres de haut.
En 1119, il combattit pour le roi de France lors de la bataille de Brémule contre les Anglo-Normands.

## Nota
En 1223, le comté de Beaumont-sur-Oise sera revendu à la couronne de France.

## Sources
- Suger von Saint-Denis, Vita Ludovici VI regis Philippi filii qui grossus dictus in Recueil des Historiens des Gaules et de la France, 12 (1877), pp. 13–14.
- Ordericus Vitalis, Historia Ecclesiastica Liber XII, §18, de Marjorie Chibnall, The Ecclesiastical History of Orderic Vitalis (1978), Vol. 6, pp. 236–243.
- Das Sterbedatum wurde im Nekrolog der Abtei Notre-Dame du Val verzeichnet. Siehe dazu Obituaires de la Province de Sens, Bd. 1: Diocèses de Sens et de Paris, de Auguste Molinier in Recueil des Historiens de la France (1902), Obituaires 1, p. 626.